# 恢復民主行動 (海地)
恢復民主行動是以美國為首的多国部隊為了推翻海地軍人總統拉乌尔·塞德拉斯的統治而發起的军事干预行动。这次軍事行动得到了联合国安全理事会第940号决议的授权。
1991年9月，海地军官拉乌尔·塞德拉斯發動軍事政變推翻民選總統让-贝特朗·阿里斯蒂德，此后美洲国家组织开始对海地实施经济制裁。 1994年9月19日，多國部隊進攻海地，並推翻拉乌尔·塞德拉斯的統治。1994年10月，此前被拉乌尔·塞德拉斯推翻的让-贝特朗·阿里斯蒂德返回海地復任總統。1995年3月31日，恢復民主行动结束，联合国海地特派团進駐海地。